# Oubritenga
Oubritenga is een van de 45 provincies van Burkina Faso. De hoofdstad is Ziniaré.
In Oubritenga bevindt zich het Museum van Manéga in het departement Ourgou-Manéga dat zich vooral richt op de 'Bendrologie', een neologisme voor kunst en tradities afkomstig uit een deel van Afrika.

## Geografie
Oubritenga heeft een oppervlakte van 2.778 km² en ligt in de regio Plateau-Central.
De provincie is onderverdeeld in 7 departementen: Absouya, Dapelogo, Loumbila, Nagréongo, Ourgou-Manega, Ziniaré en Zitenga.

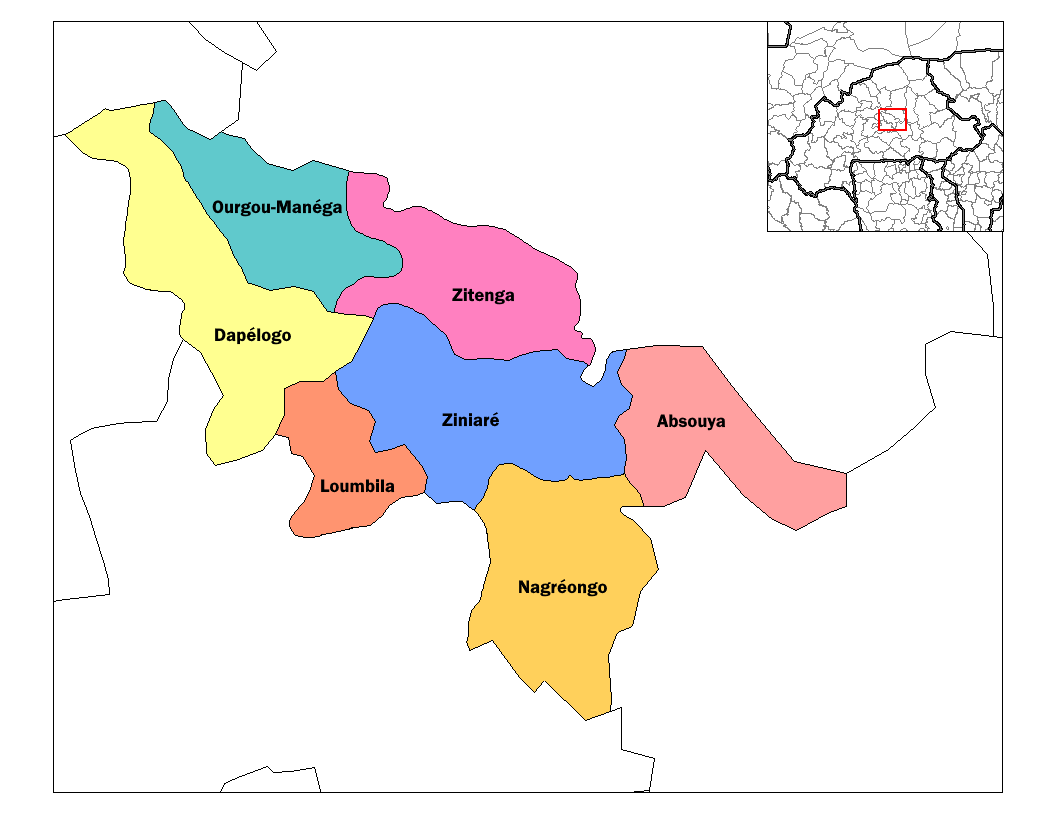
Departementen van Oubritenga

## Bevolking
In 1996 leefden er 197.237 mensen in de provincie. In 2019 waren dat er naar schatting 314.000.
Balé · Bam · Banwa · Bazéga · Bougouriba · Boulgou · Boulkiemdé · Comoé · Ganzourgou · Gnagna · Gourma · Houet · Ioba · Kadiogo · Kénédougou · Komondjari · Kompienga · Kossi · Koulpélogo · Kouritenga · Kourwéogo · Léraba · Loroum · Mouhoun · Nahouri · Namentenga · Nayala · Noumbiel · Oubritenga · Oudalan · Passoré · Poni · Sanguié · Sanmatenga · Séno · Sissili · Soum · Sourou · Tapoa · Tuy · Yagha · Yatenga · Ziro · Zondoma · Zoundwéogo